# Wandering Papas
Wandering Papas é um curta-metragem mudo norte-americano de 1926, dirigido por Stan Laurel e estrelado por Oliver Hardy. Também é conhecido no Reino Unido sob o título Enough to Do.

## Elenco
- Clyde Cook - O cozinheiro do acampamento
- Oliver Hardy - O capataz (como Babe Hardy)
- Sue O'Neill - Susie, a filha do eremita
- Tyler Brooke - Onion, um engenheiro de ponte
- Adolph Milar - O eremita (como Adolph Millar)